# Ruairi O'Connor
Ruairi O'Connor, född 9 juli 1991 i Howth i utkanten av Dublin (County Dublin), är en irländsk skådespelare. Han är inom TV-branschen mest känd för rollen som Henry Tudor (den framtida versionen av Henrik VIII), i Starzserien The Spanish Princess (2019–2020). Han har också medverkat i filmerna Handsome Devil (2016) och The Conjuring: The Devil Made Me Do It (2021).
Ruairi O'Connor pendlar mellan två helt olika boenden i Dublin och London. Han är dessutom sedan år 2019 i ett förhållande tillsammans med skådespelerskan Charlotte Hope, som han träffade under inspelningarna av The Spanish Princess.

## Filmografi (i urval)

### Filmer
- 2012 – What Richard Did
- 2016 – Handsome Devil
- 2018 – Teen Spirit
- 2020 – The Postcard Killings
- 2021 – The Conjuring: The Devil Made Me Do It

### TV-serier
- 2016–2018 – Delicious (TV-serie) (7 avsnitt)
- 2019–2020 – The Spanish Princess (TV-serie) (16 avsnitt)
- 2021 – The Morning Show (TV-serie) (huvudroll, säsong 2)